# Tremors
Cet article concerne le film. Pour l'article sur la série télévisée, voir Tremors (série télévisée).
Série Tremors
Tremors 2 : Les Dents de la Terre
(1996)
Pour plus de détails, voir Fiche technique et Distribution.
Tremors est un film américain réalisé par Ron Underwood et sorti en 1990. Ce film d'horreur, teinté de comédie, met en scène Kevin Bacon, Fred Ward, Finn Carter, Michael Gross ou encore Reba McEntire qui incarnent des habitants d'une petite ville rurale en proie à des monstres géants.
Le film se déroule à Perfection (nl), un village fictif perdu dans le désert du Nevada. Val et Earl, deux amis inséparables, rencontrent Rhonda LeBeck, une jeune sismologue, qui effectue un stage dans la région. Elle prétend que ses appareils ont enregistré des variations inexplicables. Quelque temps plus tard, Val et Earl retrouvent le corps sans vie de Fred, le ferrailleur du village. Plus tard, c'est un éleveur de moutons dont ils ne retrouvent que la tête. Les bêtes, quant à elles, ont été sauvagement éventrées. Les évènements tragiques se succèdent. Plusieurs habitants sont attaqués par de mystérieuses créatures. Tout semble indiquer que celles-ci se dirigent droit sur le village. Les survivants se réfugient dans la boutique du village et préparent leur défense. Là, ils découvrent un morceau de serpent géant accroché sous leur voiture, sans pour autant trouver la moindre autre trace de reptile.
Il s'agit du premier opus de la série de films du même nom qui en compte sept. Une série télévisée a également été produite. Bien qu'ayant rencontré peu de succès en salles, Tremors a gagné ses galons de film culte au fil des années, grâce à la vidéo,.

## Synopsis

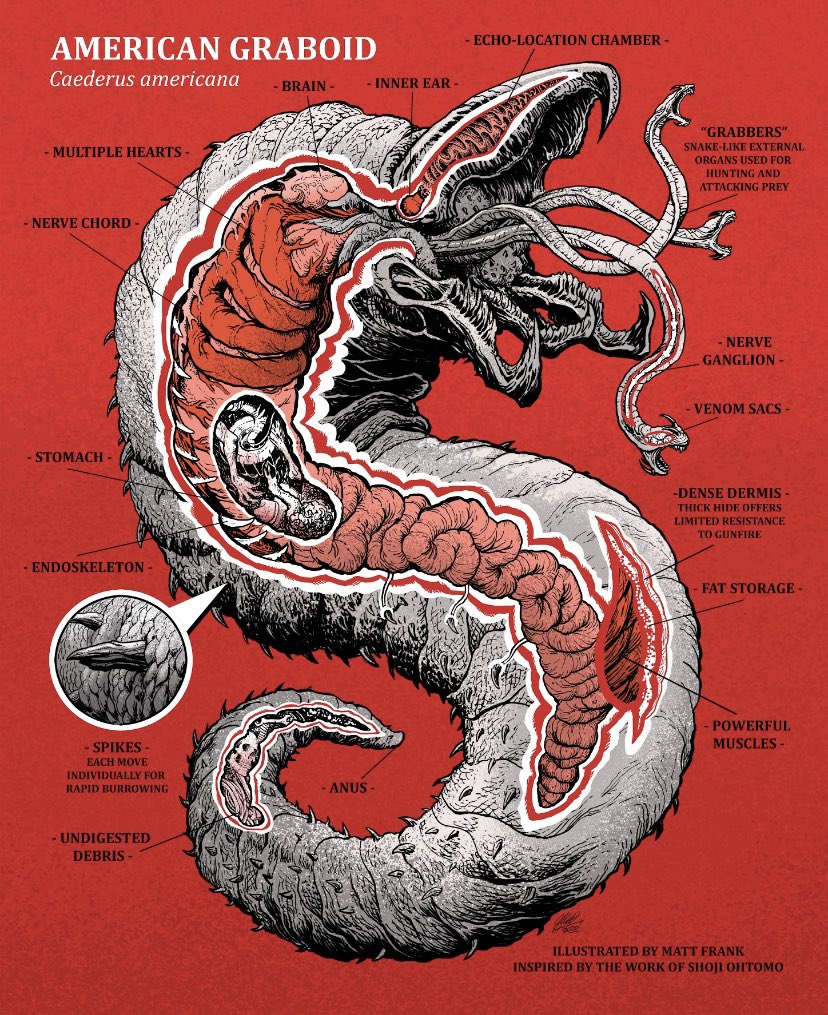
Illustration de l'anatomie d'un Graboid par Matt Frank.

Valentine "Val" McKee et Earl Bassett sont des bricoleurs travaillant à Perfection dans le Nevada, une colonie isolée dans le haut désert à l'est des montagnes de la Sierra Nevada. Ils finissent par se lasser de leur travail et partent pour Bixby, la ville la plus proche. En partant, ils découvrent le cadavre d'un autre habitant, Edgar Deems, perché au sommet d'un pylône électrique, tenant toujours les traverses du pylône et son fusil. Jim Wallace, le médecin de la ville, détermine qu'Edgar est mort de déshydratation, ayant apparemment eu trop peur de descendre.
Plus tard, une créature invisible tue le berger Fred et son troupeau de moutons. Val et Earl découvrent sa tête coupée et pensent qu'un tueur en série est en liberté. Deux ouvriers du bâtiment ignorent l'avertissement de Val et Earl et sont tués par la même créature, provoquant un éboulement. Val et Earl essaient de trouver de l'aide après avoir averti les habitants, mais découvrent que les lignes téléphoniques sont coupées et que l'éboulement a bloqué la seule route hors de la ville. Hors de vue, une créature ressemblant à un serpent s'enroule autour de l'essieu arrière de leur camion, mais est déchirée lorsque Val appuie sur l'accélérateur et s'éloigne, et est découverte lorsqu'ils reviennent en ville.
Val et Earl empruntent des chevaux pour se rendre à Bixby pour obtenir de l'aide. Ils tombent sur Wallace et le break enterré de sa femme près de leur caravane, mais le couple est porté disparu (ayant été tué la nuit précédente). Alors qu'ils avancent, un énorme monstre fouisseur ressemblant à un ver surgit soudainement du sol, révélant que la créature ressemblant à un serpent est l'une des nombreuses "langues" tentaculaires du ver. Jetés de leurs chevaux, les hommes s'enfuient avec le monstre à leur poursuite. Celle-ci se termine lorsque la créature sans yeux s'écrase à travers le mur de béton d'un aqueduc, mourant de l'impact. Rhonda LeBeck, une étudiante diplômée effectuant des tests de sismologie dans la région, tombe sur la scène ; elle en déduit de ses lectures précédentes que trois autres vers se trouvent dans la zone. Rhonda, Val et Earl se retrouvent piégés pendant la nuit au sommet d'un groupe de rochers près de l'un des vers et supposent que les créatures chassent leur proie en détectant les vibrations sismiques. Le trio trouve ensuite des poteaux jetés et les utilise pour sauter à la perche sur des rochers à proximité, atteignant finalement le camion de Rhonda et s'échappent.
Après le retour des trois en ville, les vers attaquent et tuent le propriétaire du magasin général Walter Chang, forçant tout le monde à se cacher sur les différents toits de la ville. Pendant ce temps, le couple survivaliste Burt et Heather Gummer parviennent à tuer l'une des créatures après l'avoir involontairement attirée dans leur armurerie du sous-sol. En ville, les deux vers restants attaquent les fondations du bâtiment, renversant une remorque appartenant à Nestor avant de l'entraîner dessous et de le dévorer. Réalisant qu'ils ne peuvent plus rester dans la ville, Earl, Rhonda et Miguel distraient les monstres tandis que Val réquisitionne une chargeuse sur chenilles et enchaîne une semi-remorque à l'arrière ; les derniers survivants, dont font partie Melvin, Nancy et sa fille, l'utilisent pour tenter de s'échapper vers une chaîne de montagnes voisine. En cours de route, les deux vers créent un piège à gouffre qui désactive le chargeur de chenilles, et les survivants fuient vers des rochers à proximité pour leur sécurité. Earl a alors une idée pour attirer les vers et les inciter à avaler les bombes artisanales de Burt. La stratégie tue avec succès un ver, mais le dernier crache une des bombes vers les survivants, les forçant à se disperser alors que l'explosion détruit toutes les bombes restantes sauf une.
Val attire le ver final pour qu'il le poursuive jusqu'au bord d'une falaise, puis fait exploser la bombe restante derrière lui, effrayant le ver en chargeant à travers la falaise, où il s'effondre à mort sur les rochers en contrebas. Le groupe retourne en ville, où ils appellent les autorités pour ouvrir une enquête tandis qu'Earl encourage Val à poursuivre une relation amoureuse avec Rhonda.

## Fiche technique
Sauf indication contraire, les informations mentionnées dans cette section peuvent être confirmées par la base de données cinématographiques IMDb,  présente dans la section « Liens externes ».
- Titre original et français : Tremors
- Réalisation : Ron Underwood
- Scénario : Brent Maddock et S. S. Wilson, d'après une histoire de Brent Maddock, S. S. Wilson et Ron Underwood
- Musique : Ernest Troost, musique additionnelle de Robert Folk
- Direction artistique : Don Maskovich
- Décors : Ivo Cristante
- Costumes : Abigail Murray
- Photographie : Alexander Gruszynski
- Son : Walt Martin
- Montage : O. Nicholas Brown
- Production : Brent Maddock et S.S. Wilson
  - Production associée : Ellen Collett
  - Production déléguée : Gale Anne Hurd
  - Production exécutive : Ginny Nugent
- Sociétés de production : No Frills Film Production et Wilson-Maddock Production
- Sociétés de distribution : Universal Pictures (États-Unis), United International Pictures (France)
- Budget : 11 millions $[3]
- Pays de production :  États-Unis
- Langue originale : anglais
- Format : couleur (DeLuxe) — 35 mm — 1,85:1  — son Dolby Digital
- Genre : comédie horrifique, action et science-fiction
- Durée : 96 minutes
- Dates de sortie : 
  - États-Unis : 19 janvier 1990
  - France : 23 mai 1990
- Classification : 
  - États-Unis : PG-13
  - France : tous publics

## Distribution
- Kevin Bacon (VF : Éric Herson-Macarel) : Valentine McKee
- Fred Ward (VF : Pascal Renwick) : Earl Bassett
- Finn Carter : Rhonda LeBeck
- Michael Gross (VF : Jean-Pierre Denys) : Burt Gummer
- Reba McEntire (VF : Eve Lorach) : Heather Gummer
- Robert Jayne : Melvin Plug
- Charlotte Stewart (VF : Anne Rochant) : Nancy Sterngood
- Tony Genaro : Miguel
- Ariana Richards (VF : Marie-Martine) : Mindy Sterngood
- Richard Marcus (VF : Bernard Tixier) : Nestor
- Victor Wong (VF : Jacques Chevalier) : Walter Chang
- Sunshine Parker : Edgar
- Michael Dan Wagner : le vieux Fred
- Conrad Bachmann (VF : Gérard Chevalier) : le docteur Jim
- Bibi Besch : Megan

## Production

### Genèse et développement
L'idée de l'intrigue de Tremors est développée dans les années 1980 mais S. S. Wilson et Brent Maddock qui travaillent alors dans un désert en Californie comme cinéastes pour l'US Navy. Ils doivent notamment tourner des vidéos éducatives de prévention et de sécurité. En tournant des images, ils se demandent alors : « Et s'il y avait quelque chose qui ne nous laisserait pas sortir de ce rocher ? » Ils imaginent dès lors une histoire avec des monstres des sables présentés alors comme des genres de « requins de terre » (l'un des titres imaginés sera un temps Land Sharks). Ils présentent l'idée à leur ami Ron Underwood, qui travaille alors pour National Geographic comme réalisateur de documentaire. Ce dernier apporte ses connaissances en zoologie et modifie les créatures pour qu'elles soient plus réalistes. Les scénaristes s'inspirent par ailleurs de la petite ville de Darwin en Californie pour la ville fictive de Perfection.

### Attribution des rôles
Ray Liotta a été envisagé pour le rôle de Val. C'est finalement Kevin Bacon qui obtient le rôle. Le rôle d'Earl a été proposé à Jon Voight.
Tremors est le premier film de Reba McEntire, qui officiait avant comme chanteuse de country.  Il s'agit aussi de l'un des premiers films de la jeune Ariana Richards, plus tard révélée au grand public dans Jurassic Park (1993).

### Tournage
Le tournage s'est déroulé à Alabama Hills, Lone Pine et Olancha, en Californie.

## Bande originale
Bien qu'Ernest Troost soit le seul compositeur crédité au générique, Robert Folk a composé plus de 30 minutes de musique afin de remplacer une partie de la partition écrite par Troost, principalement sur la deuxième moitié du film, la composition de Troost ayant en grande partie été rejetée.
L'album promotionnel édité en 2000 par le label Intrada contient neuf pistes composées par Ernest Troost pour Tremors, ainsi que quatre pistes du film Bloodrush, mais aucune de celles écrites par Robert Folk. La compilation Selected Suites éditée en 1993 par le label Knightbridge contient dix-huit minutes du score composé par Robert Folk.
| 1.  | Titles / Opening Sequence                 | Tremors   | 3:14 |
| 2.  | Val & Earl / Rhonda                       | Tremors   | 2:46 |
| 3.  | Something's Wrong                         | Tremors   | 6:57 |
| 4.  | First Attack / Pole Vaulting              | Tremors   | 5:13 |
| 5.  | On The Rocks / Graboid / Uzi4u            | Tremors   | 7:34 |
| 6.  | On The Road / Miguel's Plan / Nester      | Tremors   | 3:16 |
| 7.  | Val's Run / Don't Move / The Dozer Rescue | Tremors   | 3:36 |
| 8.  | Journey Begins / Truck Attack / The Rocks | Tremors   | 2:58 |
| 9.  | Goin' Fishin' / Stampede / Closing        | Tremors   | 2:56 |
| 10. | The Hospital                              | Bloodrush | 2:03 |
| 11. | The Nurse                                 | Bloodrush | 2:19 |
| 12. | The Hallway                               | Bloodrush | 3:12 |
| 13. | The Struggle                              | Bloodrush | 3:47 |

| 1. | The Thief and the Cobbler (Arabian Knight) |         | 13:05 |
| 2. | Toy Soldiers                               |         | 13:51 |
| 3. | The Neverending Story 2                    |         | 16:58 |
| 4. | Tremors                                    | Tremors | 18:26 |
| 5. | Miles From Home                            |         | 21:35 |
| 6. | The Planets                                |         | 20:31 |
| 7. | Can't Buy Me Love                          |         | 10:04 |
| 8. | Police Academy                             |         | 09:13 |
| 9. | To Dream Of Roses                          |         | 15:37 |

## Sortie et accueil

### Box-office
Tremors sort aux États-Unis le 19 janvier 1990 dans 1 472 salles et ne parvient qu'à prendre la cinquième place du box-office le week-end de sa sortie. Le long-métrage n'est pas distribué au-delà de 1 477 salles et engrange 16 667 084 $ en fin d'exploitation. À l'international, il totalise 31 904 916 $ de recettes, portant le cumul mondial à 48 572 000 $, pour un budget de production de 10 000 000 $.
En France, le film obtient une audience limitée avec 211 585 entrées.
Malgré son succès modeste au box-office, Tremors est devenu un énorme succès sur le marché de la vidéo, à la télévision et sur Internet. Grâce à cela, il a acquis le statut de film culte au fil des années.

## Distinctions
- Nomination aux prix du meilleur film de science-fiction, meilleurs seconds rôles féminin (Finn Carter et Reba McEntire) et meilleurs effets spéciaux (Tom Woodruff Jr. et Alec Gillis), lors des Saturn Awards 1991.

## Postérité
Le film Horribilis (2006), également un film d'horreur teinté de comédie, rend hommage à deux reprises à Tremors : l'école porte le nom du personnage incarné par Fred Ward et deux shérifs jouent au jeu de roche-papier-ciseaux, auquel jouent les protagonistes de Tremors.